# Ouette
Ouette is een geslacht van spinnen uit de  familie van de Ochyroceratidae.

## Soorten
- Ouette gyrus Tong & Li, 2007
- Ouette ouette Saaristo, 1998